# Francesco Felice Alberti de Enno

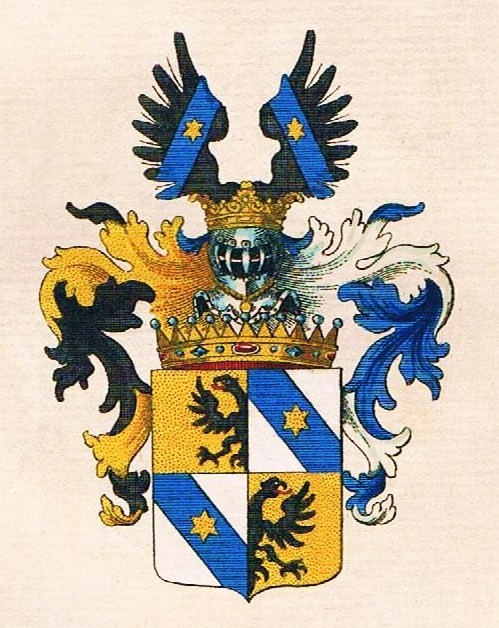
Brasão dos condes Alberti de Enno

Francesco Felice Alberti de Enno (Trento, 4 de outubro de 1701 – Trento, 31 de dezembro de 1762) foi um nobre, arquivista, historiador e clérigo trentino, titular do Principado Episcopal de Trento.
Nascido em uma família comital de Trento, fez seus estudos eclesiásticos em Roma e em 1724 foi indicado cônego da Catedral de Trento, antes mesmo de ser ordenado padre, o que ocorreu em abril de 1726. Em 1756 foi sagrado bispo titular de Miletópolis e indicado como coadjutor do bispo de Trento. Em 1758 sucedeu Domenico Antonio Thun como príncipe-bispo de Trento, posição que ocupou até sua morte.
Segundo o historiador Andrea Marchisello, em opinião compartilhada com Marco Stenico, sua ascensão ao Capítulo da Catedral — o principal corpo eclesiástico deste Estado, e que exercia decisiva influência política — e principalmente à titularidade do Principado, representou a quebra de um antigo monopólio do poder mantido por nobres tiroleses, dando espaço para que a nobreza da cidade de Trento tivesse voz mais ativa no governo, o que teria importantes repercussões culturais e educativas. Por outro lado, esse movimento político teve caráter conservador e tradicionalista, gerando atritos com o partido filo-austríaco, que pretendia reduzir os direitos e a autonomia do Principado.
Alberti é mais lembrado pelo importante trabalho de reorganização e inventariamento dos antigos arquivos episcopais e capitulares, que estavam em grande desordem. Iniciou a tarefa monumental quando ainda era cônego, e a partir de 1738 foi indicado o principal responsável pelos arquivos da Catedral, estudando e organizando a documentação legal do Capítulo, incluindo cartas de concessão de benefícios e prebendas, investiduras, cartas de direitos recebidos, atos dos cônegos, de irmandades e paróquias, e um inventário dos bens capitulares. Este trabalhou foi sintetizado num grosso manuscrito, intitulado Urbarium omnium proventuum ac onerum singulorum beneficiorum chori cattedralis ecclesiae divi Vigilii, addictorum mansionariatus ac officii aniversariorum, studio ac opera Francisci Felicis comitis de Albertis canonici Tridentini anno Domini 1746 absolutum.
Paralelamente, produziu um resumo histórico da trajetória jurídica do Principado, Miscellanea episcopatus ac principatus Tridenti iurium, e uma outra obra de inventariamento de grande relevo, o Repertorium omnium documentorum, quae in archivio cattedralis ecclesiae Tridentinae divi Vigilii custodienda asservantur ad reverendissimi capituli commodum et ecclesiae praedicte incrementum, opera ac studio Francisci Felicis comitis de Albertis canonici Tridentini, interiectis materiarum titulis, hoje conhecido abreviadamente como Repertorium Archivii Capitularis, principalmente com documentação geral proveniente do Capítulo, mas também fazendo uso de arquivos cívicos e paroquiais de Trento, do qual sobrevivem três cópias manuscritas, duas delas pela mão do próprio Alberti, datadas de 1746 e 1748, e a outra realizada mais tarde a partir destas. O Repertorium contém um resumo de cada documento compilado, e seu valor ressalta pela perda posterior de muitos dos originais. Em 1749 foi indicado arquivista oficial do Capítulo, junto com Girolamo Buccelleni. Sua obra histórica mais abrangente foram os Annali del Principato ecclesiastico di Trento dal 1022 al 1540 compilati sui documenti, editados e publicados por Tommaso Gar em 1860.
Depois de sua eleição como príncipe-bispo, continuou dedicando grande atenção aos arquivos e à história do Principado, delegando a continuidade do seu trabalho aos franciscanos Giuseppe Ippoliti e Angelo Maria Zatelli e ao padre Benedetto Bonelli, que sob sua orientação também deixaram contribuições valiosas. É considerado um dos principais eruditos de sua geração em atividade no Trentino, cabendo-lhe, segundo Gar, "um lugar distinto entre os compiladores de nossa história pátria".